# Balthasar Köpke
Balthasar Köpke (* 7. Juni 1646 in Nennhausen; † 28. Juli 1711 in Nauen?) war ein evangelischer Theologe.

## Leben
Der Sohn des Pfarrers Balthasar Köpke (1609–1677), besuchte die Schulen in Rathenow, Brandenburg an der Havel und Tangermünde, bezog 1665 die Universität Wittenberg und setzte 1666 seine Studien an der Universität Jena fort. 1667 nahm er eine Stelle als Privatlehrer an, wurde 1671 Pfarrer von Fehrbellin und Tarmow. Hier erlebte er die Schlacht von Fehrbellin und wurde 1695 Inspektor in Nauen. Dort verlor er im selben Jahr seine gesamte aufgebaute Bibliothek bei einem Brand und hielt sich in der Folge wieder gelegentlich in Fehrbellin auf.
Köpke stand seit 1680 mit Philipp Jacob Spener in engen Kontakt, dessen pietistische Richtung er in seinen fünfzehn Schriften vertrat und somit zu den Frühvertretern jener Richtung gehört. Dadurch wurde er auch von den Vertretern der lutherischen Orthodoxie angegriffen, die ihm unterstellten, dass er ein Sozinianer und Ketzer wäre.
Am 24. Oktober 1671 heiratete er die Witwe seines Amtsvorgängers Anna Magaretha Havemann, geb. Wagner († 5. November 1709). Aus dieser Ehe stammt eine Tochter, die vor ihm verstarb.

## Werkauswahl
- Dialogus de tribus sanctorum gradibus, (verfasst 1680) 1689 Leipzig
- Dialogus de Templo Salomonis, das ist, ein geistliches Gespräch von der …, 1695
- Sapientia dei, in Mysterio Crusis Christi Absondita=: Die wahre Theologia …, 1700 (Digitalisat)
- Brevis Introductio ad Prophetas= eine Kurtze Einleitung zu den Propheten …, 1710
- Die Unschuld des… Herrn d. Speners in der Lehre vom Geistlichen …, 1708
- Praxis Catechetica, etliche Aussflechte der gemeinen Leute auff dem Lande …, 1681
- Anhang von dem Vorzug der Gläubigen Neuen Testaments für denen im Alten Testament in der Gnade unseres Herrn Jesu Christi sowohl in der Erleuchtung als Heiligung, 1695